# تیوپورین

تیوگوانین

مرکاپتوپورین

آزاتیوپرین

داروهای تیوپورین(به انگلیسی: Thiopurine) آنتی متابولیت‌های پورینی هستند که به طور گسترده در درمان لوسمی لنفوبلاستیک حاد، اختلالات خودایمنی (به عنوان مثال، بیماری کرون، روماتیسم مفصلی) و افراد دریافت‌کننده عضو پیوندی استفاده می‌شوند.
متابولیسم توسط S-متیل‌ترانسفراز کاتالیز می‌شود.

## همچنین ببینید
- ۶-مرکاپتوپورین (6-MP)
- ۶-تیوگوانین (6-TG)
- آزاتیوپرین (AZA)